# Polonia en los Juegos Paralímpicos de Tokio 2020
Polonia estuvo representada en los Juegos Paralímpicos de Tokio 2020 por un total de 89 deportistas, 55 hombres y 34 mujeres.

## Medallistas
El equipo paralímpico polaco obtuvo las siguientes medallas:
| Nombre                        | Deporte                    | Evento                         |
| ----------------------------- | -------------------------- | ------------------------------ |
| Oro                           |                            |                                |
| Barbara Bieganowska           | Atletismo                  | 1500 m T20 femenino            |
| Róża Kozakowska               | Atletismo                  | Maza F32 femenino              |
| Renata Śliwińska              | Atletismo                  | Peso F40 femenino              |
| Karolina Kucharczyk           | Atletismo                  | Salto de longitud T20 femenino |
| Piotr Kosewicz                | Atletismo                  | Disco F52 masculino            |
| Patryk Chojnowski             | Tenis de mesa              | Individual 10 masculino        |
| Natalia Partyka Karolina Pęk  | Tenis de mesa              | Equipo 9-10 femenino           |
| Plata                         |                            |                                |
| Róża Kozakowska               | Atletismo                  | Peso F32 femenino              |
| Lucyna Kornobys               | Atletismo                  | Peso F34 femenino              |
| Michał Derus                  | Atletismo                  | 100 m T47 masculino            |
| Adrian Castro                 | Esgrima en silla de ruedas | Sable individual B masculino   |
| Rafał Czuper                  | Tenis de mesa              | Individual 2 masculino         |
| Szymon Sowiński               | Tiro                       | Pistola 25 m SH1 mixto         |
| Bronce                        |                            |                                |
| Alicja Jeromin                | Atletismo                  | 200 m T47 femenino             |
| Maciej Lepiato                | Atletismo                  | Salto de altura T64 masculino  |
| Lech Stoltman                 | Atletismo                  | Peso F55 masculino             |
| Renata Kałuża                 | Ciclismo en ruta           | Contrarreloj H1-3 femenino     |
| Justyna Kozdryk               | Levantamiento de potencia  | –44 kg femenino                |
| Marzena Zięba                 | Levantamiento de potencia  | +86 kg femenino                |
| Oliwia Jabłońska              | Natación                   | 400 m libre S10 femenino       |
| Maksym Chudzicki              | Tenis de mesa              | Individual 7 masculino         |
| Karolina Pęk                  | Tenis de mesa              | Individual 9 femenino          |
| Natalia Partyka               | Tenis de mesa              | Individual 10 femenino         |
| Rafał Czuper Tomasz Jakimczuk | Tenis de mesa              | Equipo 1-2 masculino           |